# Lahishyn
Lahishyn (bielorruso: Лагі́шын) o Loguishin (ruso: Логи́шин) es un asentamiento de tipo urbano de Bielorrusia perteneciente al raión de Pinsk de la provincia de Brest. Es sede administrativa del consejo rural homónimo sin formar parte del mismo.
En 2017, la localidad tenía una población de 1990 habitantes.
Se ubica unos 20 km al norte de Pinsk, sobre la carretera P6 que lleva a Ivatsévichy. Al noreste de la localidad sale la carretera P105, que lleva a Hántsavichy.

## Historia
Se conoce la existencia de la localidad desde 1495. Adoptó el Derecho de Magdeburgo en 1569, pasando a ser desde entonces una de las ciudades del realengo polaco-lituano. En 1633, Vladislao IV Vasa le otorgó su escudo de armas. A lo largo del siglo XVII se construyeron aquí una iglesia católica de ladrillo, una misión jesuita y un hospital. Con el tiempo, las tierras de la ciudad pasaron a pertenecer a varias familias nobles como los Radziwiłł.
En la partición de 1795, la ciudad se incorporó al Imperio ruso, que la integró en la gobernación de Minsk. Por su participación en 1863 en el Levantamiento de Enero, el gobierno ruso confiscó el templo católico y lo convirtió en ortodoxo; el templo se incendió en 1897, lo que llevó a la construcción de dos iglesias, la una católica y la otra ortodoxa, en los años posteriores. En 1921, la localidad se incorporó a la Segunda República Polaca, que en 1934 le retiró el título de ciudad. En 1939 pasó a formar parte de la RSS de Bielorrusia, que en 1959 le dio el estatus de asentamiento de tipo urbano.